# Якорь Марреля

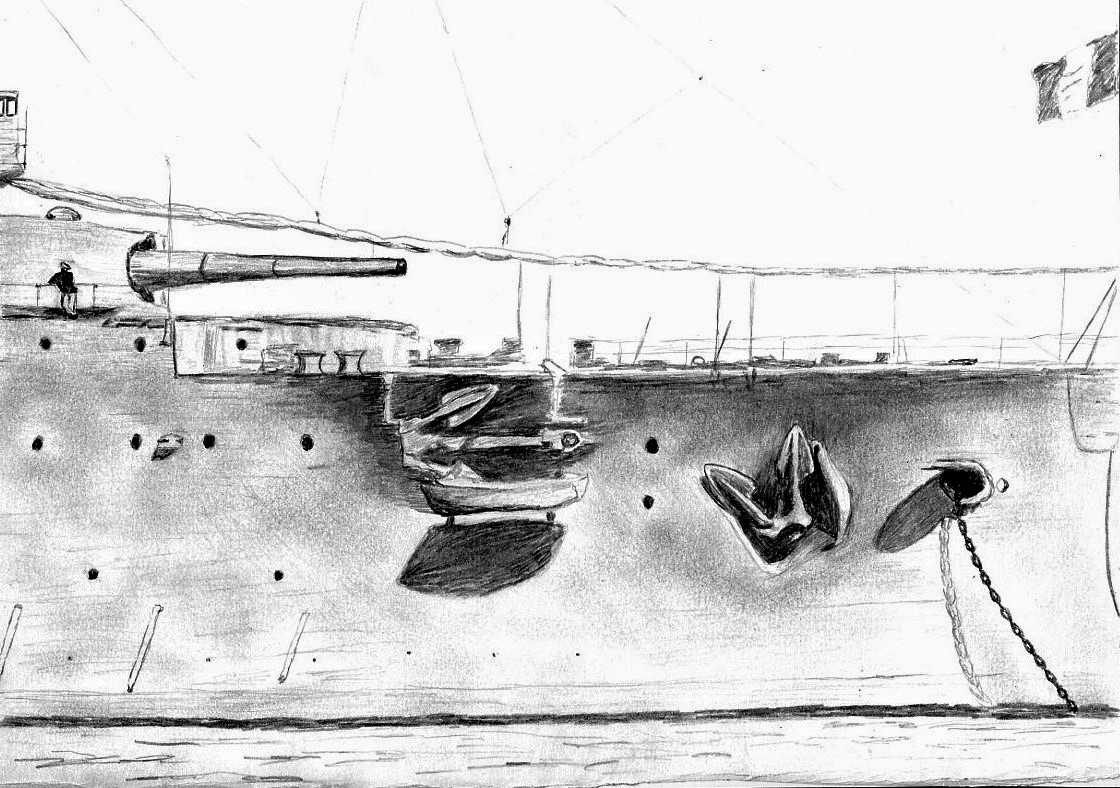
Якоря Марреля на французском броненосце «Буве».

Якорь Марреля  (англ. Marrel’s anchor) — кованый якорь без штока, с поворачивающимися рогами, «забирающий» грунт одновременно двумя лапами, как и большинство современных якорей.
Изобретен в 1856 году французским инженером Маррелем, один из первых втяжных якорей, предназначенных для судов, оборудованных якорными клюзами. Отличался прямыми рогами с очень широкими лопатообразными лапами, позволявшими довольно быстро укрепляться в грунте. Якорь неоднократно модернизировался, рогам придавался изгиб и на коробке появлялись приливы (якорь Марреля — Фрерэ), изменялись устройства ограничения поворота рогов (якорь Марреля — Ризбека). Якорь Марреля имел довольно широкое распространение в конце 19-го и начале 20-го века, а его современные модификации (якорь MAF) применяются и в настоящее время.